# Maracatu Ilê Aláfia
Maracatu Ilê Aláfia é uma manifestação cultural que surgiu no bairro do Jabaquara, na cidade de São Paulo, em 1999, com o intuito de celebrar as raízes afro-brasileiras a partir da musicalidade. O grupo faz parte do projeto "A Força da Cor", realizado na sede do CDC (Centro de Desenvolvimento Comunitário) Leide das Neves, instituição da Associação Cristã de Moços (ACM) São Paulo, e tem como objetivo a construção da identidade étnico-racial e a formação de uma comunidade educadora na região em que está presente.
Proporcionando à população paulistana inclusão social, conhecimento e informação, esta iniciativa, agraciada com o Prêmio Itaú Unicef em 2011, transforma a vida de cerca de 70 pessoas - atualmente - entre crianças, jovens e adultos, advindos de diversas áreas da Grande São Paulo, uma prova de que a semente plantada no outrora conhecido Quilombo do Jabaquara já gerou frutos em outras localidades.
Sempre aberto a novos integrantes, o Maracatu Ilê Aláfia é o grupo de São Paulo que mais se aproxima das nações de maracatu de Pernambuco, pois se apresenta com uma corte real e uma corte mirim, apesar de não ser considerado um grupo de tradições sagradas, mas sim um grupo que faz maracatu de baque virado. Fazendo jus à tradução do Iorubá para a Língua Portuguesa, Ilê Aláfia é, de fato, a Casa da Felicidade no coração da zona sul da capital paulista.

## Informações Gerais
O Maracatu é uma dança de origem afro-brasileira relacionada ao Congo. Ela tem seu berço na cultura africana, com desfiles e coroação de reis, fazendo referência a religiões, trabalhos, batalhas e festas. Sendo assim, em Pernambuco, na cidade de Recife, em meados do século XVII e XVIII, o Maracatu passou a fazer referência a coroação do rei e rainha de Congo. Contudo com o passar do tempo e o processo de aculturação, o maracatu foi reformulando seus cortejos de modo a compor seu estilo folclórico pernambucano.
O Maracatu é apenas um cortejo. Um cortejo de coroação onde as figuras do Rei e Rainha destacam-se de todo o préstito: dois ou mais lampiões de carbureto, duas negras trazendo as calungas (damas do paço), arqueiros, baliza, porta-estandarte (embaixador), damas de frente, personagens da corte em dois cordões de baianas, soberanos (Rei e Rainha) protegidos pela umbela que é conduzida por um escravo, lanceiros, batuqueiros, vem fechar o cortejo real.
Dentro de sua cultura, é comum classificar os grupos de Maracatu como “maracatu de baque virado” ou “maracatu-nação”. Segundo Carvalho (2007), o termo maracatu-nação é mais utilizado para se referir a grupos de Maracatu ligados a linhagens religiosas e a suas raízes africanas. Já a classificação de baque virado remete à técnica estritamente musical, o que permite maior flexibilidade, sendo o baque classificado como a categoria do toque. Porém, independentemente de sua classificação, os grupos de Maracatu ainda existentes mantém e divulgam uma manifestação cultural tipicamente brasileira, rica em origens e simbologias, com uma beleza sem igual.

## História
A existência do Ilê Aláfia deve-se a um projeto criado pela ACM em associação com a VITAE (organização que não existe mais no Brasil), que resultou em uma verba provida pela Prefeitura durante dois anos, sendo que no primeiro ano o trabalho era voltado à cultura em geral e, no segundo ano decidiu-se trabalhar Maracatu, graças à sugestão de um voluntário.
O público alvo do projeto eram as crianças e adolescentes que frequentavam a ACM naquela localidade. Com o tempo, o projeto atraiu o interesse dos pais e de outras pessoas da comunidade e tornou-se um projeto de extensão. Até hoje, quando há abertura de vagas para participar do grupo, uma a duas vezes por ano, a prioridade é dos membros da comunidade, ou seja, da região do Jabaquara, embora seja permitida a participação de pessoas de outras comunidades.
A participação da comunidade nas apresentações do grupo passou a ocorrer na confecção das roupas e instrumentos. Conforme as pesquisas dos participantes os ajudavam a compreender essa manifestação cultural, os pais dos integrantes começaram a ajudar nesses quesitos. Após a perda do patrocínio, o grupo passou a fazer eventos na comunidade para angariar fundos para a manutenção do grupo, o que inclui o conserto de instrumentos.
Essa participação atualmente não é tão frequente quanto os organizadores gostariam. Isso se deve em parte ao fato de as apresentações, que são geralmente abertas ao público, ocorrerem frequentemente em outros bairros, em localidades relativamente distantes da sede. Nesses casos, além dos membros da comunidade que são parte do grupo, alguns familiares apenas costumam acompanhá-lo. No entanto, a cada dois anos é feita a coroação de um novo rei e rainha do grupo, festa feita sempre na comunidade, no formato de cortejo, da qual esta se apropria.
Quanto ao efeito que o grupo teve e continua tendo na comunidade ao longo de seus dezessete anos de existência, pode-se dizer que é positivo. Antes de sua existência, as opções das crianças e adolescentes da comunidade se restringiam a seus lares e a escola.
Dessa forma, em seu início, o grupo servia como opção de socialização para os jovens da região. Mas com o tempo, pôde abrir novos horizontes para seus participantes, abrindo caminho para novas possibilidades e oportunidades, provendo uma perspectiva de futuro. Eles passaram a conhecer outros grupos de outras partes da cidade. Mais tarde, abriu-se a oportunidade de fazer um intercâmbio com grupos de Pernambuco, fazendo uma aproximação com a cultura mãe, graças às oficinas e as redes virtuais e presenciais.
Alguns dos ex-integrantes voltam para trabalhar no grupo como educadores ou, esporadicamente, para ajudar na divulgação, no registro das apresentações, na dança ou na confecção dos CDs. As músicas contidas nos dois CDs já lançados são todas de autoria do grupo. A verba para a confecção deles e do livro do grupo vem geralmente dos cachês de apresentações do grupo.
O número de integrantes do Maracatu Ilê Aláfia varia entre 60 e 80 integrantes ao longo do ano, com pessoas de todas as faixas etárias. Isso porque para fazer parte é necessário ter disponibilidade de tempo para ensaiar todos os sábados.

## Ligações Externas
Maracatu Ilê Aláfia
ACM São Paulo
Prêmio Itaú-Unicef
Facebok Ilê Aláfia